# Vincenzo Puzziferri
Vincenzo Puzziferri (Firenze, 7 dicembre 1961) è un attore italiano.

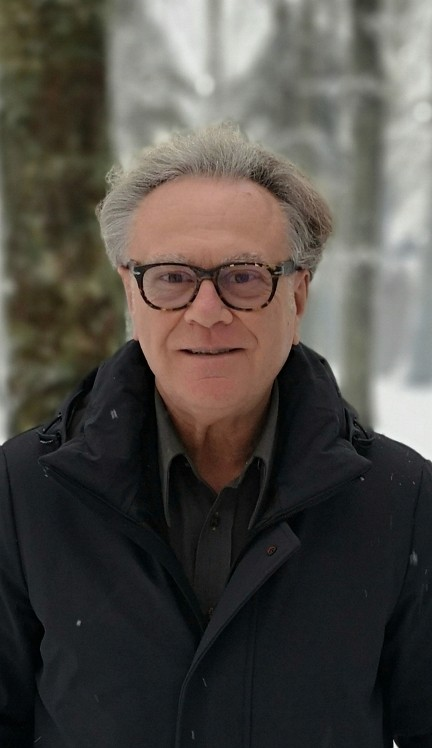

È conosciuto per aver ricoperto ruoli in film come Infernet (Giuseppe Ferlito, 2015), Notti magiche (Paolo Virzì, 2017), Margherita delle stelle (Giulio Base, 2023), The Last Fighter (Alessandro Baccini, 2023) e Giuseppe Taliercio - Il delitto perduto (Mario Chiavalin, 2024).

## Biografia
Inizia la sua esperienza sui set a soli 7 anni in uno sceneggiato per la RAI con Bice Valori e Paolo Panelli, per la regia sempre di quest'ultimo nel 1968. Qui interpreta il figlio di un parente del protagonista.
Dopo un periodo come cantante dei Redox (1981-1991), rock band fiorentina, decide di abbandonare la musica per concentrarsi sulla recitazione. Dopo aver partecipato a vari corsi di formazione di recitazione teatrale e cinematografica (tra i quali alcuni con Sergio Aguirre e Manola Nifosì, e Barbara Enrichi) diviene allievo presso la scuola di recitazione cinematografica Immagina di Firenze diretta da Giuseppe Ferlito tra il 2014 e 2016. Collaborerà sempre con quest'ultimo regista in pellicole come Infernet e Horror vacui.
Tra il 2016 e il 2018 partecipa invece al workshop di recitazione cinematografica presso l’HT Studio De Santis di Roma diretto da Patrizia de Santis (unica insegnante ufficiale della Tecnica Chubbuck in Italia, certificata da Ivana Chubbuck ad Hollywood)
Nel 2018 si forma invece alla scuola di recitazione Entr'Arte con Alessio di Clemente.

## Filmografia
- Meredith - The Face of an Angel, regia di Michael Winterbottom (2014)
- Lost in Florence - Un'estate a Firenze (Lost in Florence), regia di Evan Oppenheimer (2014)
- La felicità è un sistema complesso, regia di Gianni Zanasi (2014)
- Funk-azzisti, regia di Marco Limberti - serie TV (2014)
- Infernet, regia di Giuseppe Ferlito (2015)
- Inferno, regia di Ron Howard (2015)
- Dietro un velo, regia di Niccolò Scavo - cortometraggio (2015)
- Dolce famiglia, regia di Niccolò Vanni - cortometraggio (2015)
- Calcio all'italiana, regia di Michele Coppini (2015)
- Uma, regia di Alain Maiki (2016)
- Il cammino di ferro, regia di Aron Chiti - serie TV (2016)
- I giorni dell'apocalisse, regia di Leonardo Soldati (2016)
- Les Heritiers de Patmos - serie TV francese (2017)
- I Like You, regia di Domenico Costanzo - cortometraggio (2017)
- Notti magiche, regia di Paolo Virzì (2017)
- Dimmi io chi sono, regia di Li Cheng Peng (2018)
- Pistoia 1944 - Una storia partigiana, regia di Gaia Cappelli (2018)
- Denying Beauty, regia di Rossano Maniscalchi - cortometraggio (2019)
- Il tuo sepolcro… la nostra alcova, regia di Mattia De Pascale (2019)
- Il domani di Laura, regia di Costantino Maiani (2019)
- Con occhi verso il destino, regia di Elia Mansueto - cortometraggio (2021)
- Play Boy, regia di Domenico Costanzo (2021)
- Vino Royale, regia di Henning Morales (2021)
- Quattro narcisi gialli, regia di Firenza Guidi (2021)
- Flesh Contagium, regia di Lorenzo Lepori (2022)
- Apocalypse Covid, regia di Roberto Mestrucci - cortometraggio (2022)
- The A.I. Show, regia di Luca Boggio - cortometraggio (2022)
- Margherita delle stelle, regia di Giulio Base - film TV (2023)
- Le devianze, regia di Mario Mariani (2023)
- The Last Fighter, regia di Alessandro Baccini (2023)
- Giuseppe Taliercio - Il delitto perduto, regia di Mario Chiavalin (2024)
- Il giullare, regia di Marco Pierpaolini - cortometraggio (2024)

## Videografia

### Spot pubblicitari
- Destination Florence presso Antinori Vini, regia di Matteo Gazzarri (2017)
- Magniflex, regia di Matteo Querci (2018)
- Divani e Divani, regia di Giacomo Becherini (2022)
- The Sense, regia di Giacomo Becherini (2022)
- Agenzia House in Florence, regia di Alessandro Brucini (2023)
- Giotti Line, regia di Giacomo Becherini (2023)

### Video musicali
- Come Together, video/remake dei Denovo, regia di Fabrizio Federighi (1986)
- Lazzaro, dei Subsonica, regia di Lorenzo Ciani (2014)